# Dance (Pt. 1)
«Dance (Pt. 1)» es una canción de la banda de rock inglesa The Rolling Stones. Escrita por Mick Jagger, Keith Richards y Ron Wood, el tema evolucionó a partir de un solo riff. Fue incluida como pista de apertura de su álbum Emotional Rescue de 1980.

## Historia
La canción es una de las primeras de los Stones en ser coescrita por Ron Wood, quien se acredita como creador del riff original. Presentando influencias disco, que se ve en otras canciones de los Stones de la época (como «Miss You» y «Emotional Rescue»), la canción incluyó a Michael Shrieve de Santana en percusión y al músico jamaiquino Max Romeo en coros.
Sobre los orígenes de la canción, Wood dijo: "«Dance (Pt. 1)» fue un riff fuerte en el que Mick inmediatamente tomó el cebo, literalmente se levantó y se puso a bailar, lo cual era la idea de la pista: es un riff pegajoso. Ese es un ejemplo de una canción que se originó sin palabras, sólo un groove con varios cambios, pero sin coro".

## Lanzamiento y recepción
«Dance (Pt. 1)» fue incluida como la primera canción de Emotional Rescue en junio de 1980. Aunque no fue lanzada como sencillo, la canción alcanzó el puesto # 9 en la lista Billboard Dance. Ultimate Classic Rock clasificó a la canción en el puesto número 81 de las mejores canciones de The Rolling Stones, diciendo: "Si crees que hubo algo mal, como sostienen algunos fans, con The Rolling Stones tocando los ritmos dance y disco tan poderosamente como lo hacen en «Dance (Pt. 1)», la pista de apertura de su álbum de 1980 Emotional Rescue, nos gustaría invitarle a que nos lo explique".

## Versiones alternativas
Una segunda parte de la canción, titulada «If I Was A Dancer (Dance Pt. 2)», apareció en el álbum recopilatorio Sucking in the Seventies. Wood dijo sobre las múltiples partes de la canción, "Teníamos varias mezclas alternativas en el momento, pero realmente no puedo diferenciar entre la Parte I o la Parte II o la Parte III. Era sólo una novedad, la Pt. 1".

## Personal
Acreditados:
- Mick Jagger: voz, guitarra eléctrica, coros.
- Keith Richards: guitarra eléctrica, coros.
- Ronnie Wood:  guitarra eléctrica, coros.
- Bill Wyman: bajo.
- Charlie Watts: batería.
- Nicky Hopkins: piano.
- Billy Preston: clavinet.
- Bobby Keys: saxofón.
- Max Romeo: coros.